# Kościół Matki Bożej Śnieżnej w Iłży
Kościół Matki Bożej Śnieżnej – zabytkowy kościół znajdujący się na terenie parafii Wniebowzięcia Najświętszej Maryi Panny w Iłży.
Pierwszy kościół został wzniesiony z drewna modrzewiowego. Obecna świątynia zawdzięcza swój kształt odnowieniom wykonanym w 1820 roku. Wewnątrz świątyni na ołtarzu głównym jest umieszczony obraz Matki Boskiej ufundowany przez księdza Bartosika. Od strony południowej do bryły kościoła jest dobudowana kaplica Św. Rozalii, ufundowana w 1873 roku podczas epidemii cholery. W ciągu roku w kościele odprawia się tylko jedną mszę świętą, zawsze w pierwszą niedzielę sierpnia, o godzinie 12.00. Obok świątyni znajduje się cmentarz.